# Cycling Vlaanderen
Cycling Vlaanderen (CYV) is een Belgische sportbond die instaat voor de organisatie en promotie van de wielersport in Vlaanderen.

## Geschiedenis
De Wielerbond Vlaanderen (WBV) werd opgericht op 1 januari 2002 als regionale vleugel van de Koninklijke Belgische Wielrijdersbond (KWBB). De eerste voorzitter was Jean Brebels. In 2016 werd de naam gewijzigd in Cycling Vlaanderen (CYV).

## Structuur
De hoofdzetel van de organisatie is gelegen te Gent. Huidig voorzitter is Geert Barbry. De organisatie richt zich zowel op recreatieve als competitieve fietsers.

### Bestuur
| Periode      | Voorzitter                  |
| ------------ | --------------------------- |
| 2002 - 2006  | Jean Brebels                |
| 2006 - 2009  | Louis De Laat               |
| 2009 - 2013  | Swa Vercammen               |
| 2013 - 2017  | Jules Vandergunst           |
| 2017 - 2019  | Wim De Geyter               |
| 2019 - 2020  | André Vanlint (waarnemend)  |
| 2020         | Jos Mondelaers (waarnemend) |
| 2020 - 2022  | Filiep Jodts                |
| 2022 - heden | Geert Barbry                |